# Une Bagatelle-Polka
Die Une Bagatelle-Polka ist eine Polka-Mazur von Johann Strauss Sohn (op. 187). Das Werk wurde am 11. Februar 1857 im Tanzlokal Zum Sperl in Wien erstmals aufgeführt.

## Einzelnachweis
1. ↑  Quelle: Englische Version des Booklets (Seiten 78–79) in der 52 CDs umfassenden Gesamtausgabe der Orchesterwerke von Johann Strauß (Sohn), Hrsg. Naxos (Label). Das Werk ist als dritter Titel auf der 29. CD zu hören.